# Billboardlistans förstaplaceringar 1970
Billboardlistans förstaplaceringar 1970

## Lista
| Datum        | Låt                                                           | Artist                         |
| 3 januari    | Raindrops Keep Fallin' on My Head                             | B. J. Thomas                   |
| 10 januari   | Raindrops Keep Fallin' on My Head                             | B. J. Thomas                   |
| 17 januari   | Raindrops Keep Fallin' on My Head                             | B. J. Thomas                   |
| 24 januari   | Raindrops Keep Fallin' on My Head                             | B. J. Thomas                   |
| 31 januari   | I Want You Back                                               | The Jackson 5                  |
| 7 februari   | Venus                                                         | The Shocking Blue              |
| 14 februari  | Thank You (Falettinme Be Mice Elf Agin) / Everybody Is a Star | Sly and the Family Stone       |
| 21 februari  | Thank You (Falettinme Be Mice Elf Agin) / Everybody Is a Star | Sly & the Family Stone         |
| 28 februari  | Bridge over Troubled Water                                    | Simon and Garfunkel            |
| 7 mars       | Bridge over Troubled Water                                    | Simon and Garfunkel            |
| 14 mars      | Bridge over Troubled Water                                    | Simon and Garfunkel            |
| 21 mars      | Bridge over Troubled Water                                    | Simon and Garfunkel            |
| 28 mars      | Bridge over Troubled Water                                    | Simon and Garfunkel            |
| 4 april      | Bridge over Troubled Water                                    | Simon and Garfunkel            |
| 11 april     | Let It Be                                                     | The Beatles                    |
| 18 april     | Let It Be                                                     | The Beatles                    |
| 25 april     | ABC                                                           | The Jackson 5                  |
| 2 maj        | ABC                                                           | The Jackson 5                  |
| 9 maj        | American Woman / No Sugar Tonight                             | The Guess Who                  |
| 16 maj       | American Woman / No Sugar Tonight                             | The Guess Who                  |
| 23 maj       | American Woman / No Sugar Tonight                             | The Guess Who                  |
| 30 maj       | Everything is Beautiful                                       | Ray Stevens                    |
| 6 juni       | Everything is Beautiful                                       | Ray Stevens                    |
| 13 juni      | The Long and Winding Road / For You Blue                      | The Beatles                    |
| 20 juni      | The Long and Winding Road / For You Blue                      | The Beatles                    |
| 27 juni      | The Love You Save                                             | The Jackson 5                  |
| 4 juli       | The Love You Save                                             | The Jackson 5                  |
| 11 juli      | Mama Told Me (Not to Come)                                    | Three Dog Night                |
| 18 juli      | Mama Told Me (Not to Come)                                    | Three Dog Night                |
| 25 juli      | (They Long to Be) Close to You                                | Carpenters                     |
| 1 augusti    | (They Long to Be) Close to You                                | Carpenters                     |
| 8 augusti    | (They Long to Be) Close to You                                | Carpenters                     |
| 15 augusti   | (They Long to Be) Close to You                                | Carpenters                     |
| 22 augusti   | Make It With You                                              | Bread                          |
| 29 augusti   | War                                                           | Edwin Starr                    |
| 5 september  | War                                                           | Edwin Starr                    |
| 12 september | War                                                           | Edwin Starr                    |
| 19 september | Ain't No Mountain High Enough                                 | Diana Ross                     |
| 26 september | Ain't No Mountain High Enough                                 | Diana Ross                     |
| 3 oktober    | Ain't No Mountain High Enough                                 | Diana Ross                     |
| 10 oktober   | Cracklin' Rosie                                               | Neil Diamond                   |
| 17 oktober   | I'll Be There                                                 | The Jackson 5                  |
| 24 oktober   | I'll Be There                                                 | The Jackson 5                  |
| 31 oktober   | I'll Be There                                                 | The Jackson 5                  |
| 7 november   | I'll Be There                                                 | The Jackson 5                  |
| 14 november  | I'll Be There                                                 | The Jackson 5                  |
| 21 november  | I Think I Love You                                            | The Partridge Family           |
| 28 november  | I Think I Love You                                            | The Partridge Family           |
| 5 december   | I Think I Love You                                            | The Partridge Family           |
| 12 december  | The Tears of a Clown                                          | Smokey Robinson & the Miracles |
| 19 december  | The Tears of a Clown                                          | Smokey Robinson & the Miracles |
| 26 december  | My Sweet Lord / Isn't It a Pity                               | George Harrison                |